# Ptychadena filwoha
Espèce
Statut de conservation UICN

 DD  : Données insuffisantes
Ptychadena filwoha est une espèce d'amphibiens de la famille des Ptychadenidae.

## Répartition
Cette espèce est endémique du Nord de la vallée du Grand Rift au centre de l'Éthiopie. Elle se rencontre entre 800 et 1 000 m d'altitude. Sa présence est incertaine sur les zones limitrophes de Djibouti, en Érythrée et en Somalie,.

## Étymologie
Cette espèce est nommée en référence au lieu de sa découverte, Filwoha dans le parc national d'Awash.

## Publication originale
- Largen, 1997 : Two new species of Ptychadena Boulenger, 1917 (Amphibia, Anura, Ranidae) from Ethiopia, with observations on other members of the genus recorded from this country and a tentative key for their identification. Tropical Zoology, Firenze, vol. 10, p. 223-246.